# Indocalamus petelotii
Indocalamus petelotii är en gräsart som först beskrevs av Aimée Antoinette Camus, och fick sitt nu gällande namn av Dieter Ohrnberger. Indocalamus petelotii ingår i släktet Indocalamus och familjen gräs. Inga underarter finns listade i Catalogue of Life.